# Pierwszy rząd Izraela
Pierwszy rząd Izraela – rząd Izraela, sformowany 10 marca 1949, którego premierem został Dawid Ben Gurion z Mapai. Rząd został powołany przez koalicję mającą większość w Knesecie I kadencji, po wyborach w 1949 roku. Funkcjonował do 1 listopada 1950, kiedy to powstał kolejny rząd również pod przywództwem Dawida Ben Guriona.